# 铜须事件
铜须事件是2006年發生在中国網路上的一宗事件。事件始于網路游戏《魔兽世界》玩家“锋刃透骨寒”在论坛发布自己的妻子，玩家“幽月儿”，与另一玩家“铜须”偷情的聊天记录。

## 各方反映
“锋刃透骨寒”的帖子引起轩然大波。网友自发谴责“幽月儿”与“铜须”。同时有人透过网络、电话等手段查到“铜须”在真实生活中的身份：燕山大学成人教育学院，学生郑星（没有任何证据显示即使该事件是真实的，学校应当负责，这属于该学生个人行为）。有人通过骚扰电话、网络恐吓等手段干扰郑星的现实生活。
包括凤凰卫视等媒体报道了这一事件。

## 事件真实性
由于所有资料皆取于网络，有人质疑该事件的真实性，并怀疑为炒作。并且网上公布的“幽月儿”照片实为一位台湾的平面模特。